# Wink
Wink（ウィンク）は、日本の女性アイドルデュオで、鈴木早智子と相田翔子の二人組。1988年4月27日デビュー、1996年3月31日活動停止。

## 経歴
二人はともに、ワニブックス社の雑誌『UP TO BOY』が開催したミス・コンテストであるミス・アップの入賞者（鈴木は第7代グランプリ、相田は第9代グランプリ）。1988年にWinkを結成し、同年4月27日の「Sugar Baby Love」発売を以てデビューを果たした。同期には、高岡早紀、西田ひかる、田中律子などがいる。グループ名は当初、oz（オズ）やTwinkle（トゥインクル）などが候補として挙がっていたが、最終的には所属事務所のマネージャーが提案したWinkに決定した。折しも1980年代末、既に日本のアイドル界は「第二次アイドル冬の時代」に突入し、本人たちも売れることについて大した期待をしておらず、「記念にやってみよう」という程度の気持ちで居たが、Winkは1990年代前半にかけて大ヒットして特異な存在感を示すことになる。
1989年、フジテレビ系ドラマ『追いかけたいの!』（1988年10月26日 - 12月21日放送）の主題歌に使われた「愛が止まらない 〜Turn it into love〜」が、オリコンチャート年間第5位となる売上62.95万枚のヒット。この年、同曲により7月8日放送の『第22回全日本有線放送大賞』（日本テレビ系）で上半期グランプリを受賞、また、「淋しい熱帯魚」により、12月14日放送の『第22回全日本有線放送大賞』（日本テレビ系）で年間グランプリ、12月31日放送の『第31回日本レコード大賞』（TBSテレビ・ラジオ）で大賞を受賞し、同日、この曲で『第40回NHK紅白歌合戦』（NHK総合・ラジオ第1、#NHK紅白歌合戦出場歴参照）への出場を果たした。Winkは平成で初めて日本レコード大賞を受賞し、女性グループ全体で見ても稀有な受賞例となった。
1992年になると、二人が別々にCDをリリースしたり、ドラマに出演したりと、ソロ活動が目立つようになってくる。
二人が並行してソロ活動を行う中、突如として1996年2月に所属事務所から二人に活動停止の予定が告げられた。そして、1996年3月31日付で8年間（正確には7年11か月）に及ぶ活動を停止した。したがって、活動停止に関しては二人の意思ではない。
その後の二人はタレント、歌手、女優などとしてそれぞれ活動している。
Winkは解散したのではなく、あくまでも「活動停止中」であると鈴木と相田がテレビ番組等のメディアで何度か言明しているが、事実上の解散状態となっている。活動停止後には、これまでに何度かテレビの年末特別番組、および単発の特別番組等で「一夜限りの」といった主旨で2人揃って歌を披露しているが、新曲の発売などの再活動は一度も行われていない。またデビューから活動停止までWinkのプロデュースを担ってきた水橋春夫が2018年に死去したため、Winkプロジェクトの再開は事実上不可能になっている。
以下は一夜限りの再結成の実例。
1. 1998年12月29日放送『祝!日本レコード大賞40周年記念スペシャル』（TBS系）[注 21]
2. 1999年12月30日 - 2000年1月1日放送『超える!テレビ』（TBS系）12月30日の歌のリクエストコーナー[注 22]
3. 2008年12月30日放送『第50回日本レコード大賞』（TBSテレビ・ラジオ）メモリアルアクト・日本レコード大賞50周年記念特別企画[23][24]
4. 2018年8月18日放送[注 23]『第50回思い出のメロディー』（NHK総合・ラジオ第1）[27][28]
5. 2018年12月30日放送『第60回日本レコード大賞』（TBSテレビ・ラジオ）レジェンドアーティスト・日本レコード大賞60周年記念特別企画[29][30]

その他、二人がそれぞれ単独でWink時代の楽曲を番組・ライブイベント等で歌うこともある。
2018年はデビュー30周年であり、全アルバムのデジタルリマスタリングによる再販、およびハイレゾ版の音楽配信などが発売された。また先述のようにこの年は『第50回思い出のメロディー』及び『第60回日本レコード大賞』でWinkとしてテレビ出演した他、アルバム購入者特典招待トーク&ミニライブイベント『Special To Me』を東京都渋谷区にある「SHIBUYA ENTERTAINMENT THEATER PLEASURE PLEASURE」にて開催した。なおこのイベントでメンバーの鈴木早智子と相田翔子が揃って“Wink”として、テレビ出演ではなく直接ファンの前に姿を現したのはWink活動時以来、約24年ぶりとなった。

## 特色

### キャラクター
従来の女性アイドル歌手とは趣の異なる控えめなキャラクターで無表情に歌い、オルゴール人形のような衣裳と五十嵐薫子（現：香瑠鼓）による振付（「ロボットダンス」と評されることもある）で「純真な少女の持つ不可侵的な色気」といったイメージを醸し出した。この点に関しては、Perfumeも振付の参考にしているとされる。
活動開始時、既にアイドル冬の時代に突入し始めていたが、Winkの存在感は異彩を放っていた。後年、二人は「無表情だったのは（事務所の）戦略だったのかと今でも聞かれるがそういうわけではない」「事務所の社長さんに『もっと笑え』って。（当時は）アイドル全盛期だったので『アイドルスマイル勉強しろ』と言われて練習しても、本番になると緊張してできなかった」「笑いたかったけど（結果的に）笑えなかった」などという趣旨の回想をしているが、結果としては「無表情に歌い踊るマリオネット」という特異なスター・イメージで一世を風靡した。
「Sexy Music」以降、活動の中期には「純真な少女」というイメージから「はかなげな大人の女性」というイメージへ変化していき、楽曲も「摩天楼ミュージアム」や「リアルな夢の条件」ではロック調・ダンスチューンを多用した激しいもの、衣装も露出度が高くなりセクシー路線へのアピールが見られるようになる。活動の後期以降に入るとナチュラル感および基本に忠実なアコースティック・フォークサウンドを大切にした楽曲（例・「いつまでも好きでいたくて」）や衣装もあまり着飾らないアイドル的なキャラクターを極力抑えたシンプルな普段着感覚のもの（例・「トゥインクル トゥインクル」）へと変わっていく。この頃になるとデビュー時よりも笑顔を多く見せるようになる。
Winkのトータル・ディレクションを手がけたのはTCR横浜銀蝿RSや山瀬まみも手がけた元ジャックスの水橋春夫である。

### 楽曲
特に活動の初期には洋楽のカヴァー曲が多かったが、中期以降、日本人作家によるオリジナル曲が多くなった。Winkが活動期間中に発表した約180曲のうち、全体の60%以上がオリジナル曲である（内訳はカヴァーは約60曲、オリジナル曲が約100曲、リミックス等が約20曲）。 また、中期以降は、早智子・翔子ともに自作曲を発表するようにもなった。

## 作品

### シングル

#### シングル
| 1st  | 1988.04.27 | Sugar Baby Love                                 |
| 2nd  | 1988.09.07 | アマリリス                                      |
| 3rd  | 1988.11.16 | 愛が止まらない 〜Turn it into love〜            |
| 4th  | 1989.03.16 | 涙をみせないで 〜Boys Don't Cry〜               |
| 5th  | 1989.07.05 | 淋しい熱帯魚                                    |
| 6th  | 1989.11.01 | One Night In Heaven 〜真夜中のエンジェル〜      |
| 7th  | 1990.03.28 | Sexy Music                                      |
| 8th  | 1990.07.04 | 夜にはぐれて 〜Where Were You Last Night〜      |
| 9th  | 1990.11.21 | ニュー・ムーンに逢いましょう                    |
| 10th | 1991.03.20 | きっと熱いくちびる 〜リメイン〜                 |
| 11th | 1991.06.19 | 真夏のトレモロ                                  |
| 12th | 1991.10.16 | 背徳のシナリオ                                  |
| 13th | 1991.12.16 | 追憶のヒロイン／イマージュな関係                |
| 14th | 1992.03.25 | 摩天楼ミュージアム                              |
| 15th | 1992.07.22 | ふりむかないで                                  |
| 16th | 1992.10.21 | リアルな夢の条件                                |
| 17th | 1993.02.17 | 永遠のレディードール 〜Voyage Voyage〜          |
| 18th | 1993.05.26 | 結婚しようね                                    |
| 19th | 1993.09.08 | 咲き誇れ愛しさよ                                |
| 20th | 1994.02.23 | いつまでも好きでいたくて                        |
| 21st | 1994.05.25 | トゥインクル トゥインクル                       |
| 22nd | 1994.10.26 | シェリー モン シェリ                            |
| 23rd | 1995.03.01 | 私たちらしいルール                              |
| 24th | 1995.06.25 | JIVE INTO THE NIGHT 野蛮な夜に [HYPER EURO MIX] |
| 25th | 1995.09.15 | Angel Love Story 〜秋色の天使〜                 |

#### ソロ・シングル
| 相田翔子   | 1996.01.20 | i Julia     |
| 鈴木早智子 | 1996.02.25 | La Gioconda |

#### アナログ盤限定シングル
| 1st | 2018.04.27 | SPECIAL TO ME/One Night in Heaven 〜真夜中のエンジェル〜[Remix] |

### アルバム

#### オリジナル・アルバム
| 1st  | 1988.07.01 | Moonlight Serenade                        |
| Mini | 1988.12.01 | At Heel Diamonds                          |
| 2nd  | 1989.04.26 | Especially For You 〜優しさにつつまれて〜 |
| 3rd  | 1989.12.01 | Twin Memories                             |
| 4th  | 1990.07.11 | Velvet                                    |
| 5th  | 1990.12.16 | Crescent                                  |
| 6th  | 1991.07.10 | Queen of Love                             |
| 7th  | 1991.11.25 | Sapphire                                  |
| 8th  | 1992.04.25 | Each side of screen                       |
| 9th  | 1992.11.26 | Nocturne 〜夜想曲〜                       |
| 10th | 1993.06.25 | Αφροδιτη                                  |
| 11th | 1993.11.26 | BRUNCH                                    |
| 12th | 1994.07.01 | overture!                                 |
| 13th | 1994.12.01 | voce                                      |
| 14th | 1995.07.05 | Flyin' High                               |

#### ソロ・アルバム
| 鈴木早智子 | 1992.03.25 | Mode       |
| 相田翔子   | 1992.05.25 | Delphinium |

#### ベスト・アルバム
| Single Best   | 1990.11.01 | Wink Hot Singles                              | 「Sugar Baby Love」から「夜にはぐれて」までの全シングル+Non Stop Mix 初回生産分のみシングルCD「思い出を愛してた」付き                      |
| Best&Remix    | 1991.12.21 | Diamond Box                                   | リミックス曲とバラード曲で構成されたベストアルバム                                                                                         |
| Single Best   | 1992.12.21 | Raisonné                                      | 「Sugar Baby Love」から「リアルな夢の条件」までの全シングル                                                                                |
| Best Album    | 1994.03.25 | Diary                                         | 「いつまでも好きでいたくて」までのシングル、カップリング、アルバムから選曲                                                                 |
| Best Album    | 1994.06    | Wink Volume 1                                 | 通信販売限定商品 |
| Best Album    | 1994.06    | Wink Volume 2                                 | 通信販売限定商品 |
| Coupling Best | 1995.02.25 | Back to front                                 | 「Sugar Baby Love」から「シェリー モン シェリ」までの全シングルB面 「想い出までそばにいて」は『Diamond Box』収録のものと同一のアルバムVer. |
| Best Album    | 1995.11.25 | Reminiscence                                  | 新曲「Merry Little X'mas」はWinkとして発表された最後の楽曲                                                                                 |
| Single Best   | 1996.03.25 | WINK MEMORIES 1988-1996                       | 全シングルA面を完全収録 「背徳のシナリオ」は初回生産分のみ2人のソロパートが入れ替わっている                                                |
| Single Best   | 1999.06.30 | TREASURE COLLECTION WINK BEST                 | レコード会社3社共同企画ベスト・シリーズの一環として発売 代表的なシングルを選曲                                                             |
| Single Best   | 2004.06.24 | Wink Best & Best Deluxe                       | 代表的なシングルを選曲(12曲) 商品番号「ポリスターSBB-306」                                                                                 |
| Best Album    | 2013.06.05 | SELECTION - 25th Anniversary Self Selection - | デビュー25周年記念企画の一環として発売 鈴木早智子、相田翔子による選曲で構成されている 2枚組・スーパー・ハイ・マテリアルCD (SHM-CD) 仕様    |

#### その他のアルバム
| Karaoke        | 1990.04.10 | Fairy Tone                                       | カラオケ・アルバム第1弾 歌詞カードは振付の解説付き |
| Live           | 1990.05.25 | Wink First Live Shining Star                     | CD版で唯一のライブ・アルバム |
| Karaoke        | 1991.11.25 | Fairy Tone 2                                     | カラオケ・アルバム第2弾 |
| Remix          | 1995.09.01 | REMIXES                                          | 初の完全リミックス・アルバム |
| CD EXTRA       | 1996.08.21 | X-tra                                            | 2人のソロ曲中心のベスト＋CD EXTRA仕様 |
| Non-Stop Remix | 1996.09.11 | JAM THE WINK                                     | ノン・ストップ・リミックス・アルバム |
| Eurobeat Remix | 2000.07.01 | para para WINK!                                  | パラパラアレンジによるリミックス・アルバム |
| Live           | 2019.04.24 | Wink CONCERT TOUR 1990 ～Especially For You II～ | デジタルダウンロード 2008年2月27日発売の『Wink Album Collection ～1988～2000アルバム全集～』にボーナス・ディスクとして収録された、 1990年群馬で開催の「Wink CONCERT TOUR 1990 ～Especially For You II～」記録用ライブ音源を単体配信。 |

### 映像作品
| 1989.07.25            | Heart On Wave                        | 「淋しい熱帯魚」「涙をみせないで」「愛が止まらない」のPV集 シリーズ中、本作品のみ発売順を遡らせた配列                  |
| 1990.07.16            | Wink First Live Shinning Star        | 同名CDのライブ映像版                                                                                                   |
| 1990.09.25            | Winkissimo                           | ロサンゼルスとハワイで撮影されたイメージ・ビデオ                                                                       |
| 1990.12.16            | Heart On Wave II                     | 「One Night In Heaven」「Sexy Music」「夜にはぐれて」「ニュー・ムーンに逢いましょう」のPV集                            |
| 1991.08.17            | Winkle Winkle                        | ロサンゼルスとハワイで撮影されたイメージ・ビデオ                                                                       |
| 1991.09.25            | Yin & Yang                           | 香港とマカオで撮影されたPV集                                                                                           |
| 1991.12.05            | Heart On Wave III                    | 「きっと熱いくちびる」「真夏のトレモロ」「背徳のシナリオ」のPV集                                                       |
| 1992.09.26            | WINK '92 CONCERT SAPPHIRE            | 1992年4月5日、中野サンプラザにて収録のライブ・ビデオ                                                                   |
| 1993.03.25            | Heart On Wave IV                     | 「ふりむかないで」「リアルな夢の条件」「永遠のレディードール」のPV集                                                   |
| 1993.06.25            | La Soirée D'anges 〜天使たちの夜会〜 | スタジオ・ライブを収録                                                                                                 |
| 1993.09.01            | NOBLE STATE                          | 「Sugar Baby Love」から「結婚しようね」まで（「追憶のヒロイン」を除く）のPV集 存在するシングル曲のスポットCMも同時収録 |
| 1994.07.01            | Heart On Wave V                      | 「咲き誇れ愛しさよ」「いつまでも好きでいたくて」「トゥインクル トゥインクル」のPV集                                    |
| 1995.11.25            | Heart On Wave VI                     | 「シェリー モン シェリ」「JIVE INTO THE NIGHT 野蛮な夜に」「Angel Love Story 〜秋色の天使〜」のPV集                    |
| 1996.04.25            | WINK VISUAL MEMORIES 1988-1996       | 「追憶のヒロイン」「私たちらしいルール」以外の全シングルのPV集 2003年にDVD化、2009年に廉価版DVDとして再発売            |
| 2003.11.26 2009.11.04 | WINK VISUAL MEMORIES 1988-1996 +     | 「WINK VISUAL MEMORIES 1988-1996」のDVD化 2009年に廉価版DVDとして再発売 特典映像：『Winkissimo』を収録                 |
| 2004.05.26 2009.11.04 | WINK PERFORMANCE MEMORIES +          | ライブ映像『Shinning Star』と『SAPPHIRE』を1枚にしてDVD化 2009年に廉価版DVDとして再発売 特典映像：『Yin & Yang』を収録 |

### BOXセット
| CD-BOX  | 2007.12.26 | Wink Single Collection 〜1988-1996 シングル全曲集〜   | デビュー20周年記念第1弾 全25枚のシングル＋特典CDを収録した26枚組CD-BOX 「Wink Hot Singles」特典シングル「思い出を愛してた」は未収録                        |
| CD-BOX  | 2008.02.27 | Wink Album Collection 〜1988-2000 アルバム全集〜      | デビュー20周年記念第2弾 ベストアルバムを除く全21枚のアルバム＋特典CDを収録した22枚組CD-BOX ベストアルバムのみに収録されていた楽曲はすべて未収録            |
| DVD-BOX | 2008.04.27 | Wink Visual Collection 〜1988-1996 ヴィジュアル全集〜 | デビュー20周年記念第3弾 映像作品全13作をDVD化＋特典DVDを収録した14枚組DVD-BOX 「NOBLE STATE」1枚に「Heart On Wave I～IV」4枚分の内容がすべて収録されている |

### 未発売曲
| 1989.07.08 | フクザツKISS | THE KING C-LOVE FAMILY名義、『はた金のオリコン・ザ・ビッグヒット』 （ニッポン放送）エンディング・テーマ |

## 出演

### NHK紅白歌合戦出場歴
| 年度/放送回                | 回 | 曲目         | 出演順 | 対戦相手 |
| -------------------------- | -- | ------------ | ------ | -------- |
| 1989年（平成元年）/ 第40回 | 初 | 淋しい熱帯魚 | 04/20  | 光GENJI  |

※「出演順」の記載は「出演順/出場者数」を示している。
※ 外部リンク「紅白歌合戦ヒストリー　第40回（1989年／平成1年）」（『NHKオンライン』）参照。

### テレビ番組（バラエティ）
※ 丸括弧内の年月日はWinkが出演した番組放送日
- クイズ!早くイッてよ（フジテレビ系、1989年5月28日（日）、第1回ゲスト[注 28]；1991年6月30日（日）[注 29]、第100回ゲスト）
- パラダイスGoGo!!（フジテレビ系、1989年4月19日 - 9月27日 毎週（水）、レギュラー）[注 30]
- 邦ちゃんのやまだかつてないテレビ（フジテレビ系、1990年2月7日 - 1991年8月21日 毎週（水）、準レギュラー）[注 31]

### テレビドラマ
- 熱帯夜アカデミー - マスカットリップス（テレビ朝日系、1989年4月11日 - 5月30日 毎週（火）深夜、全7回）
- コンプレックス 可愛いコになれない（TBS系、1989年12月29日（金）、主演）[注 32]
- シャボン玉の消えた日（日本テレビ系、1989年12月31日（日））[注 32]
- 日本一のカッ飛び男（フジテレビ系、1990年5月14日（月）、ゲスト出演）[注 33]

### CM
- 明治製菓（現：明治、1989年 - 1992年）

ディー・ディー（1989、1990、各年度版）
マーブルチョコレート（1989年度版）
TRAD（1989、1990、各年度版）
フレッシュ（1989、1990、1991、各年度版）
ピックアップ（1990、1991、各年度版）
- 松下電器産業（現：パナソニック、1989年 - 1991年）

ヘッドホンステレオ（S-TYPE、RQ-S33、RQ-S45、RQ-S35、RQ-S35V、RQ-S60、RQ-S60V）
ポータブルCDプレーヤー（SL-S30、SL-S500、SL-S300）
マックロードM10
パーソナルコンポ
- サンヨー食品（1989年）

サッポロ一番カップスター
- 山之内製薬（現：第一三共ヘルスケア、1989年）

カコナール
- オリエント時計（現：セイコーエプソン、1989年）

YOU
- アマダ（1990年 - 1991年）

エンジェルキッス
エンジェルキッス ツインライト
- 厚生省（現：厚生労働省、1992年）
- T&E SOFT（1993年）

ソード・ワールドSFC（志茂田景樹と共演）
- 資生堂（1993年 - 1994年）

新プルミエ フェイスアップウォーター（相田翔子のみ出演）
新プルミエ スキンケアパウダリーファンデーション（鈴木早智子のみ出演）
プルミエ エアフィールパクトUV
- NTT九州（1994年）[注 57]
- ダンキンドーナツ（1994年）[注 58]
- シマダヤ（1994年）

鉄板麺（Wink「いつまでも好きでいたくて」の楽曲のみ）
- 大井競馬場（1994年）

トゥインクルレース（Wink「トゥインクル トゥインクル」の楽曲のみ）
- ユニ・チャーム（1994年）

エアーウィック 素焼きのおうち
- アサヒビール（1995年）

道産の生（北海道地区限定、北島三郎と共演）
- Triumph（1995年）

天使のブラ（Wink「Angel Love Story」の楽曲のみ）

### 映画
- 曖・昧・Me（ワニブックス＝横山博人プロダクション、監督：佐藤闘介、1990年4月28日（土）公開）- Wink 役[54][55]

### ラジオ
- あなたにWINK（ニッポン放送、1989年10月14日 - 1991年10月15日 毎週（土）、全104回）
- WINK 今にためいき（ABCラジオ、1988年8月21日 - 10月9日 毎週（日）深夜、全8回）[注 60][注 61]

## 写真集
- Double Tone（ワニブックス、撮影：野村誠一、1989年7月1日発売[56]、8月10日発行）ISBN 4-8470-2117-7
- WINKISSIMO（ワニブックス、撮影：野村誠一、1990年8月1日発売[57]、9月10日発行）ISBN 4-8470-2151-7
- レジェンド（ワニブックス、撮影：眞継敏明、1991年9月1日発売[58]、10月15日発行）ISBN 4-8470-2215-7

## 書籍
- Twinkle Angels とっておきのウインク（ワニブックス、1990年4月10日）ISBN 9784847011078 - Winkの特集書